# Michele Cascella
Pour les articles homonymes, voir Cascella.
Michele Cascella, né le 7 septembre 1892 à Ortona a Mare et mort en 1989 à Milan, est un peintre, aquarelliste et pastelliste italien.

## Biographie
Michele Cascella est le fils de Basilio Cascella et frère de Tommaso Cascella.